# Bénédicte Delmas
Pour les articles homonymes, voir Delmas.
Bénédicte Delmas est une actrice, réalisatrice et scénariste française, née le 7 juillet 1972 à Bayonne dans les Pyrénées-Atlantiques.

## Biographie

### Jeunesse et études
Bénédicte Delmas est née en 1972 à Bayonne dans les Pyrénées-Atlantiques, sa famille étant originaire d'Hasparren. Son père est agriculteur et sa mère infirmière.
En 1990, elle passe son diplôme de maître-nageur et travaille sur les plages de la Côte basque durant les vacances scolaires.
En 1991, elle est élue Miss Côte basque et se présente à l'élection de Miss France 1992, où elle termine deuxième dauphine de Linda Hardy,. Elle représente la France au concours Miss International 1992.
En 1992, en parallèle à des études de L.E.A. (Anglais/Espagnol) à la Sorbonne nouvelle, elle travaille comme mannequin avec un premier contrat chez Chanel.

### Carrière
En 1995, repérée par la directrice de casting de Sous le soleil, Bénédicte Delmas passe avec succès les essais pour la série et commence à tourner un mois plus tard. Elle fait la connaissance de Tonya Kinzinger et Adeline Blondieau. Selon le producteur, le succès de la série est dû à l'entente et à la complémentarité des trois héroïnes. Sous le soleil est la première série française vendue dans plus de 135 pays sur une durée de 12 ans. Elle joue le rôle de Laure Olivier, une jeune médecin de la clinique de Saint-Tropez. Dans la même année, elle apparaît dans le clip Imagine d'Hélène Rollès.
Elle fait ensuite quelques apparitions dans Une Fille dans l'Azur, Largo Winch, Navarro, Alex Santana, Léa Parker, Jeff et Léo, flics et jumeaux, etc.
Depuis 2000, Bénédicte Delmas réalise des courts-métrages (Mafia lose, mention du jury au Festival méditerranéen des nouveaux réalisateurs de Larissa (Grèce) en 2007, 3e prix spécial du jury au quatrième festival cinématographique de court-métrage de Saint-Avold en 2007) et des fictions pour la télévision (quinze épisodes de Sous le soleil, dix épisodes de Plus belle la vie). Elle se consacre également à l'écriture avec plusieurs projets de longs métrages pour la télévision et le cinéma.
En 2008, elle suit un atelier de scénario à la Fémis, sous la direction de Eve Deboise. Juillet 2008 sonne l'arrêt de la série Sous le Soleil (diffusée jusqu'en décembre 2008). Bénédicte Delmas a décidé de se consacrer à la réalisation, elle est devenue réalisatrice régulière de Plus belle la vie, feuilleton de France 3 puis de la série Enquêtes réservées et de Section de Recherches sur TF1.
En 2013, elle obtient un soutien du CNC (Fonds innovation) pour le scénario qu'elle a écrit : Elles...les filles du Plessis.
En 2024, elle écrit son premier roman, Jeanne, la rebelle de dieu, aux éditions Fayard.

### Vie privée
En juillet 2005, elle épouse le producteur Toma De Matteis qui n'est autre que le directeur artistique de la série Plus belle la vie.

## Filmographie

### En tant qu'actrice

#### Long métrage
- 2007 : La Discordance : la commandeur

#### Téléfilm
- 2002 : Une fille dans l'azur (Téléfilm) : Anne

#### Séries télévisées
- 1994 : Hélène et les Garçons : S00E269 : Une fille qui a du chien : la cliente de l'Alfredo's
- 1996-2000 : Sous le soleil : Dr Laure Olivier
- 2001 : Largo Winch
- 2002-2008 : Sous le soleil : Dr Laure Olivier
- 2003-2007 : Alex Santana, négociateur : Anna
- 2005 : Navarro : Catherine Perrin (épisode : Les Bourreaux de l'ombre)
- 2005 : Léa Parker : Olivia Morrisson (saison 2, épisode 7)
- 2005 : Jeff et Léo, flics et jumeaux : Louise Mérieux

### En tant que réalisatrice

#### Long métrage
- 2015 : Elles... Les Filles du Plessis

#### Courts métrages
- 2000 : Alaba
- 2002 : À corps et à cris
- 2003 : Mafia Lose

#### Séries télévisées
- 2004 : Sous le soleil
- 2005 : Léa Parker
- 2007-2016 : Plus belle la vie
- 2008 : Cinq Sœurs
- 2008 : Pas de secrets entre nous
- 2012 : Enquêtes réservées
- 2013 : Sous le soleil de Saint-Tropez
- 2014 : Section de recherches (saison 9, épisode 11)
- 2016-2017 : Caïn (4 épisodes)
- 2017 : Tandem (2 épisodes)
- 2018 : Mongeville (2 épisodes)
- 2019 : Clem (2 épisodes)
- 2019-2020 : Tandem
- 2022 : Le Code (saison 2)
- 2024 : Brigade du fleuve